# Collinée
Collinée (bretonisch Koedlinez) ist eine Ortschaft und eine Commune déléguée in der französischen Gemeinde Le Mené mit 987 Einwohnern (Stand 1. Januar 2022) im Département Côtes-d’Armor in der Region Bretagne. Die Einwohner werden Collinéens/Collinéennes genannt.

## Geographie
Collinée liegt etwa 30 Kilometer südöstlich von Saint-Brieuc.

## Geschichte
Zwar führte ein Römerweg über das Gebiet, doch sind bis anhin keinerlei Siedlungsspuren aus keltischer oder gallo-römischer Zeit gefunden worden. In einer Lohnzahlung der Abtei von Boquen an den Rektor in Le Gouray wurde der Ort Collinée als Coithlinex erstmals namentlich erwähnt. Am 24. Oktober 1823 wechselte die Siedlung Saint-Mirel von Le Gouray zu Collinée und am 17. Mai 1856 trat die Gemeinde Saint-Gouéno die Weiler La Viette, Launay-Moussu, Les Bignons, Les Mintes und Saint-Thia an Collinée ab. Die Gemeinde gehörte von 1793 bis 1801 zum Distrikt Broons und zum Kanton Le Gourray. Von 1801 bis 1926 war sie Teil des Arrondissements Loudéac und seither Teil des Arrondissements Dinan. Von 1801 bis 2015 war sie der Hauptort des Kantons Collinée.
Mit Wirkung vom 1. Januar 2016 entstand aus der Fusion aller sieben Gemeinden des Gemeindeverbandes Communauté de communes du Mené die neue Gemeinde Le Mené, zu der Collinée gehört. Die Gemeinde Collinée gehörte zum Arrondissement Dinan und zum Kanton Plénée-Jugon.

## Bevölkerungsentwicklung
Die Zahl der Bewohner nahm zwischen 1793 und 1881 stark zu (1793–1881: +91,8 %). Danach folgte als Folge der zunehmenden Mechanisierung der Landwirtschaft eine erste kleine  Abwanderungswelle (1881–1901: −8,5 %). Der zweite Wachstumsschub 1901 bis 1911 wurde durch den Ersten Weltkrieg gestoppt. Infolge der zahlreichen Gefallenen und der Grippewelle von 1918 sank die Einwohnerzahl von 1911 bis 1921 um 105 Personen (−11,9 %). Von 1921 bis 1954 folgte eine zweite Abwanderungswelle als Folge der Landflucht (1921–1954: −35 %). Danach kam es zu einer jahrzehntelang anhaltenden Wachstumsphase (1954–1999: +85 %). Seither stagnierte die Bevölkerungszahl. 
| Jahr                       | 1962 | 1968 | 1975 | 1982 | 1990 | 1999 | 2006 | 2016 |
| Einwohner                  | 552  | 619  | 722  | 758  | 894  | 938  | 930  | 926  |
| Quellen: Cassini und INSEE |      |      |      |      |      |      |      |      |

## Sehenswürdigkeiten
- Kirche Saint-Guillaume aus dem 15. Jahrhundert (1845–1848 neu errichtet)
- Kapelle Sainte-Eugénie (erbaut 1875) in Saint-Thia
- mehrere Kreuze und Wegkreuze: in Le Carrefour (errichtet 1717), La Viette, Saint-Thia und das Kreuz Jeanne Even (errichtet 1744)
- Quelle der Rance bei Le Cas-de-la-Plesse
- alte Häuser wie das Maison Plesse in Saint-Mirel (17. Jahrhundert) und das heutige Rathaus (erbaut 1756)
- Lavoir (ehemaliges Waschhaus) von Le Baillot
- mehrere Teiche südlich von Collinée
- Denkmal für die Gefallenen[1]

Quelle: